# Perspective de la Cathédrale (Zaporijjia)
La perspective de la Cathédrale (en ukrainien : Соборний проспект) est une artère située dans la ville de Zaporijjia en Ukraine.

## Situation
L'artère traverse quatre arrondissements de la ville sur une longueur de 10,8 km de la place de Zaporijjia au nord-ouest, près de la centrale électrique du Dniepr, à la place de la Gare au sud-est. Elle doit son nom à la cathédrale orthodoxe de la Sainte-Intercession qui la longe dans le sud de la ville.

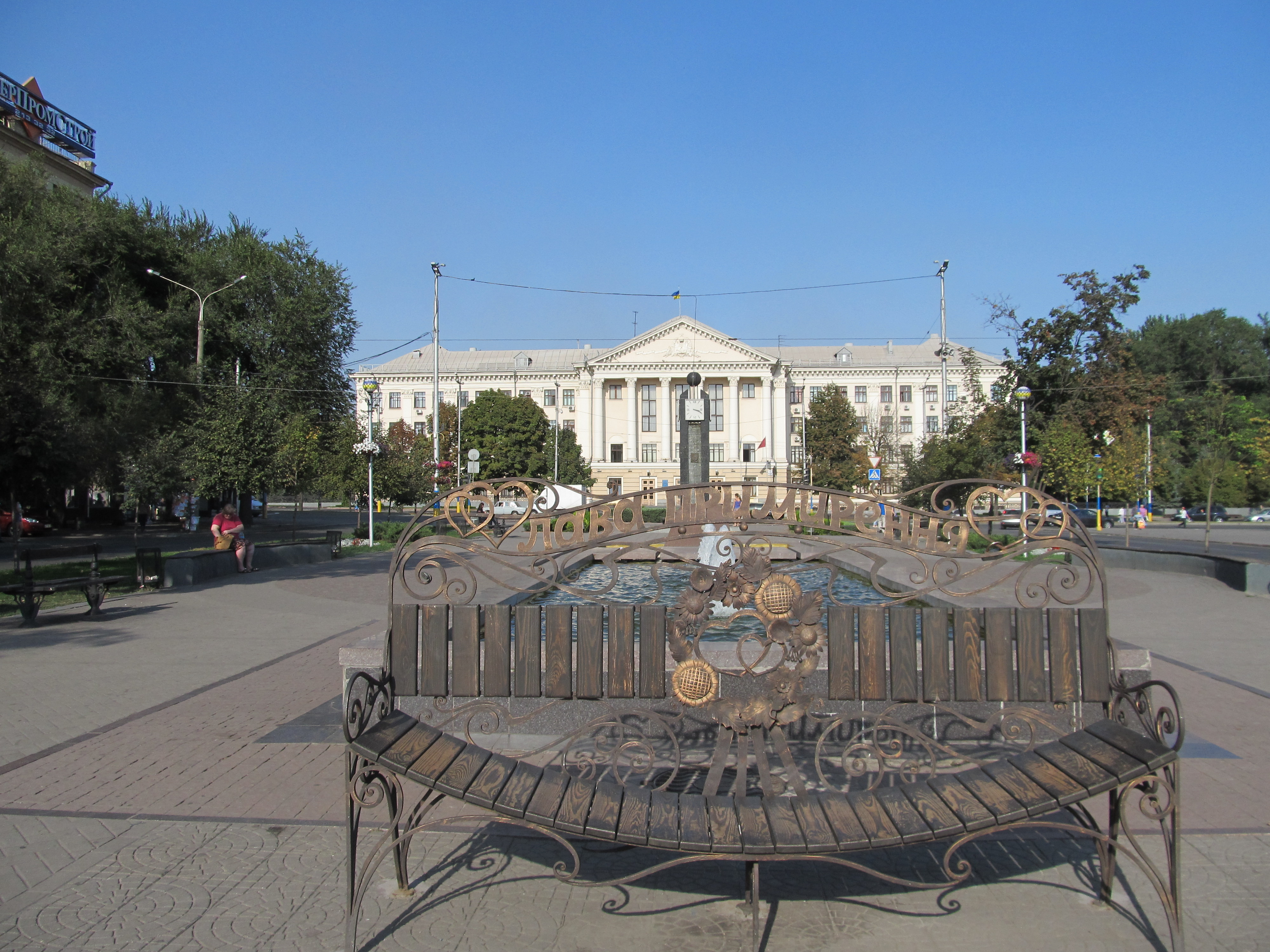
Mairie classée.

## Histoire
L'artère a été formée par la réunion de plusieurs sections dénommées « rue de la Poste », « Grande rue », « avenue principale », « rue Stovbov ». En 1921, conformément à une instruction du NKVD, la partie principale est rebaptisée du nom du révolutionnaire allemand Karl Liebknecht. 
Après la prise de Zaporijjia par la Wehrmacht en août 1941, les autorités d'occupation renomment la rue Karl Liebknecht en rue Adolf Hitler et une partie de l'avenue actuelle dans la ville nouvelle en rue Hermann Göring. A l'automne 1943, après la prise de la ville par l'Armée rouge, elles retrouvent leurs noms d'avant-guerre.
En janvier 1952, les autorités décident de réunir l'ensemble de l'axe routier du centre de la ville en une seule artère qui prend le nom de perspective Lénine. 
Entre 2002 et 2008, elle fait l'objet d'importants travaux de transformation. Enfin, elle est rebaptisée de son nom actuel le 19 février 2016 par une décision du conseil municipal, en application de la loi sur la décommunisation.

### Bâtiments remarquables
La cathédrale de la sainte intercession de Zaporijia, la gare le Théâtre de Zaporijjia, la gare routière, l'Hôtel Soborny, la Maison Leszczynski, un bâtiment de l'université nationale, le bureau de poste principal.
Un parc avec son "allée de la Gloire" patrimoine naturel.

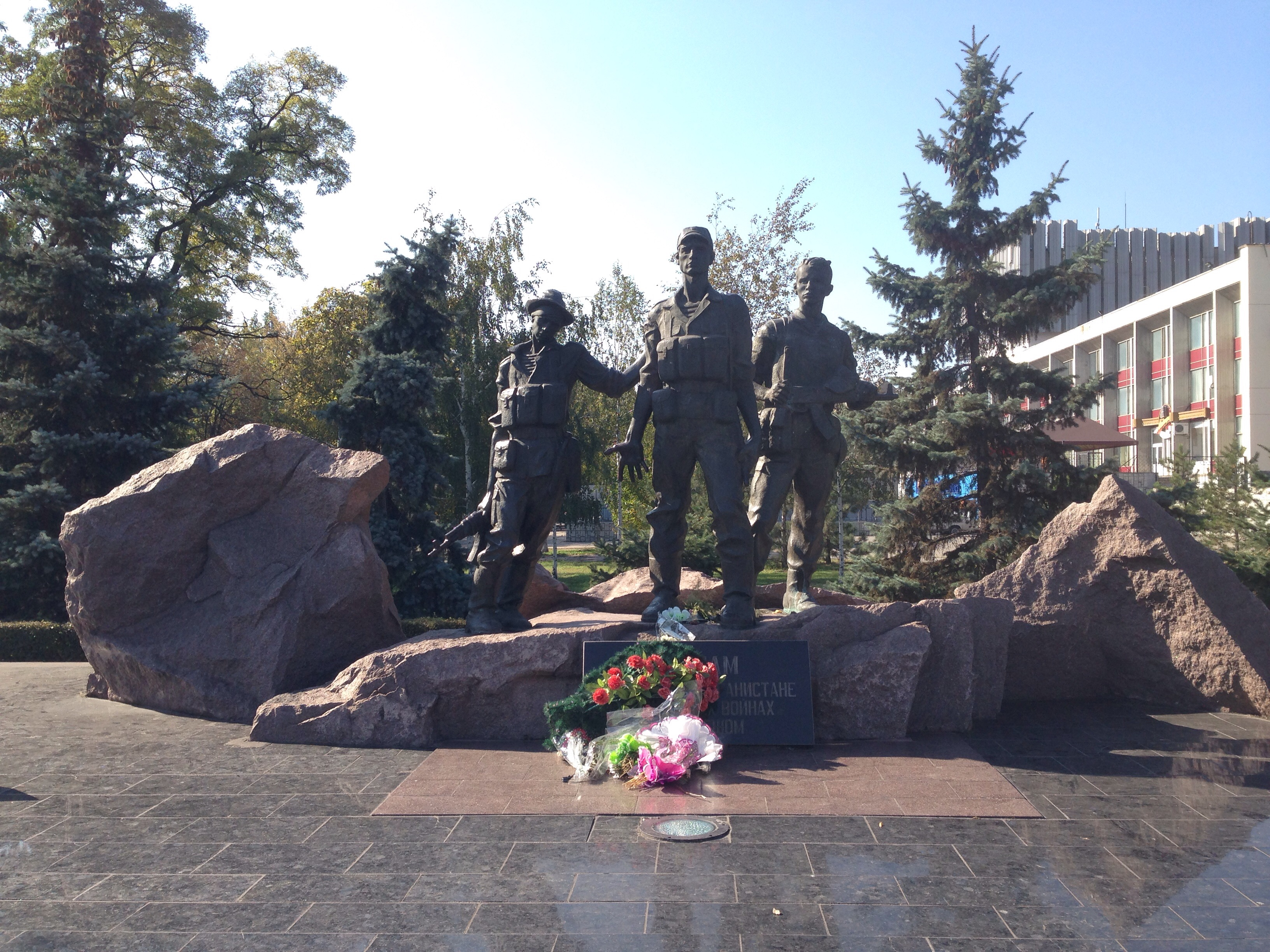
Monument à la guerre d'Afghanistan classé
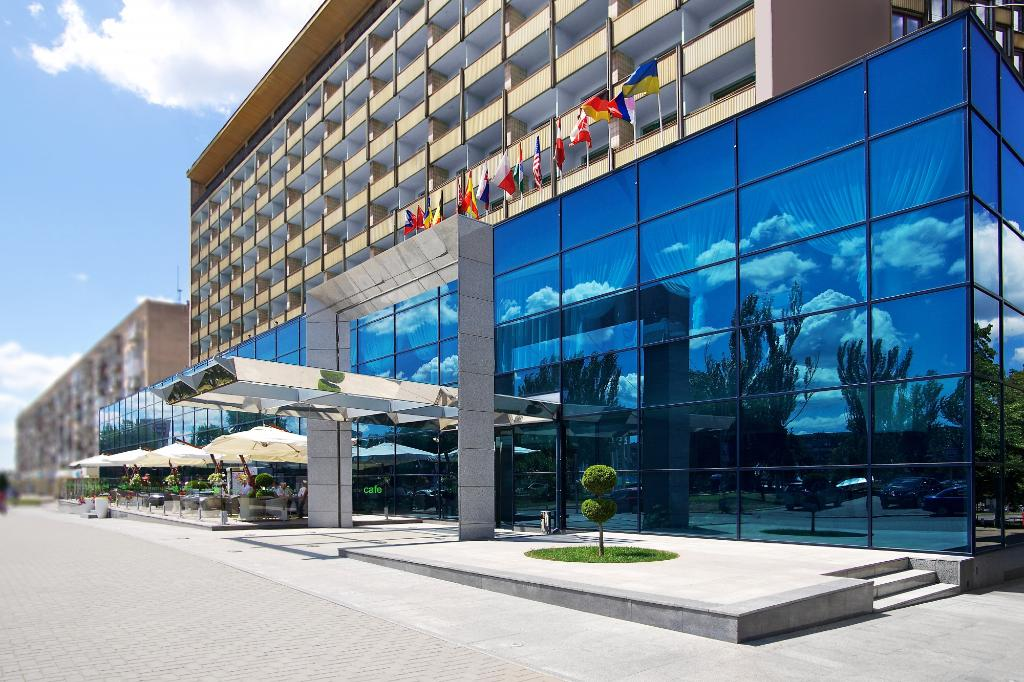
Hôtel touristique,
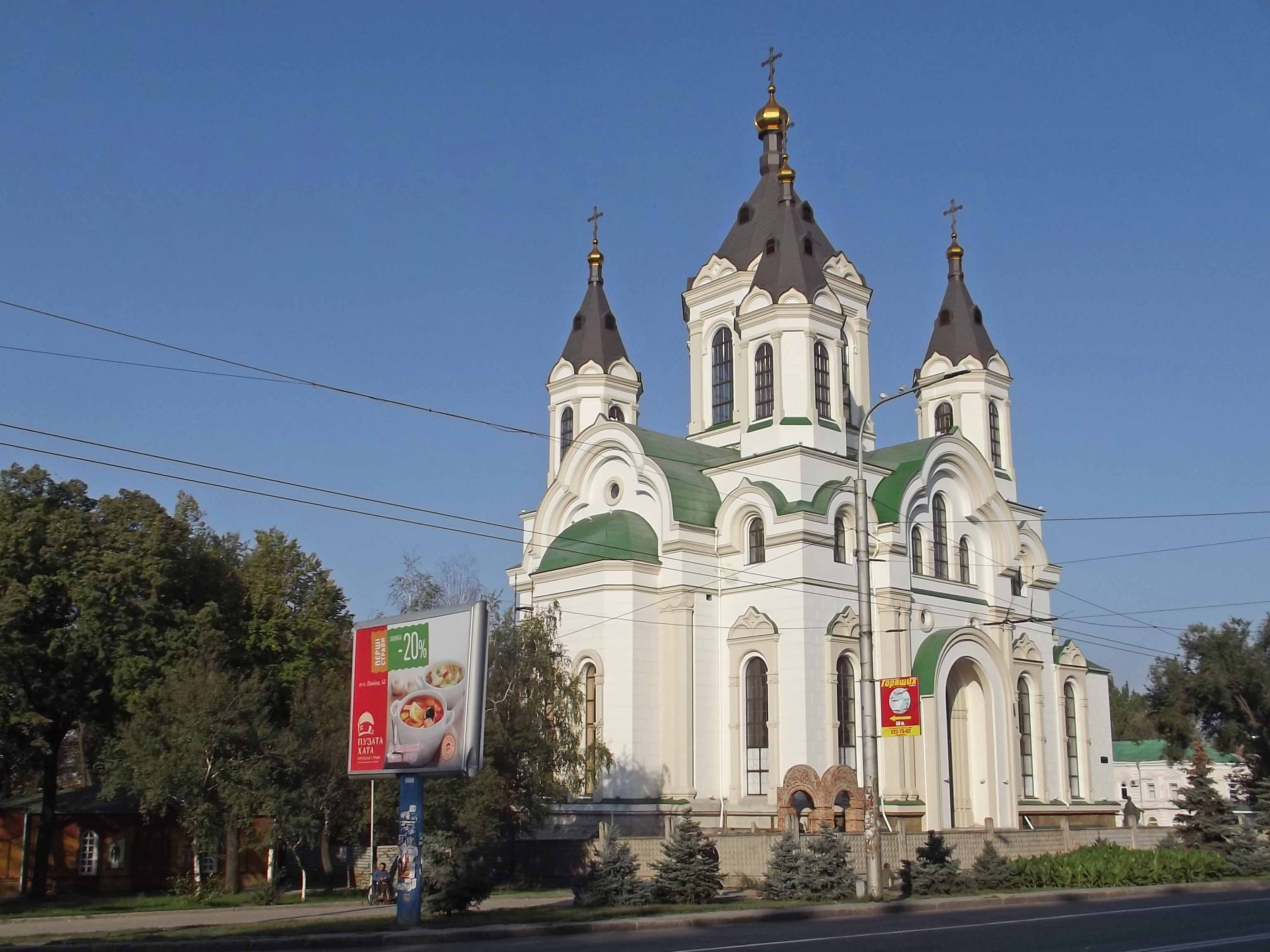
Cathédrale de la Sainte-Intercession à Zaporijjia ;
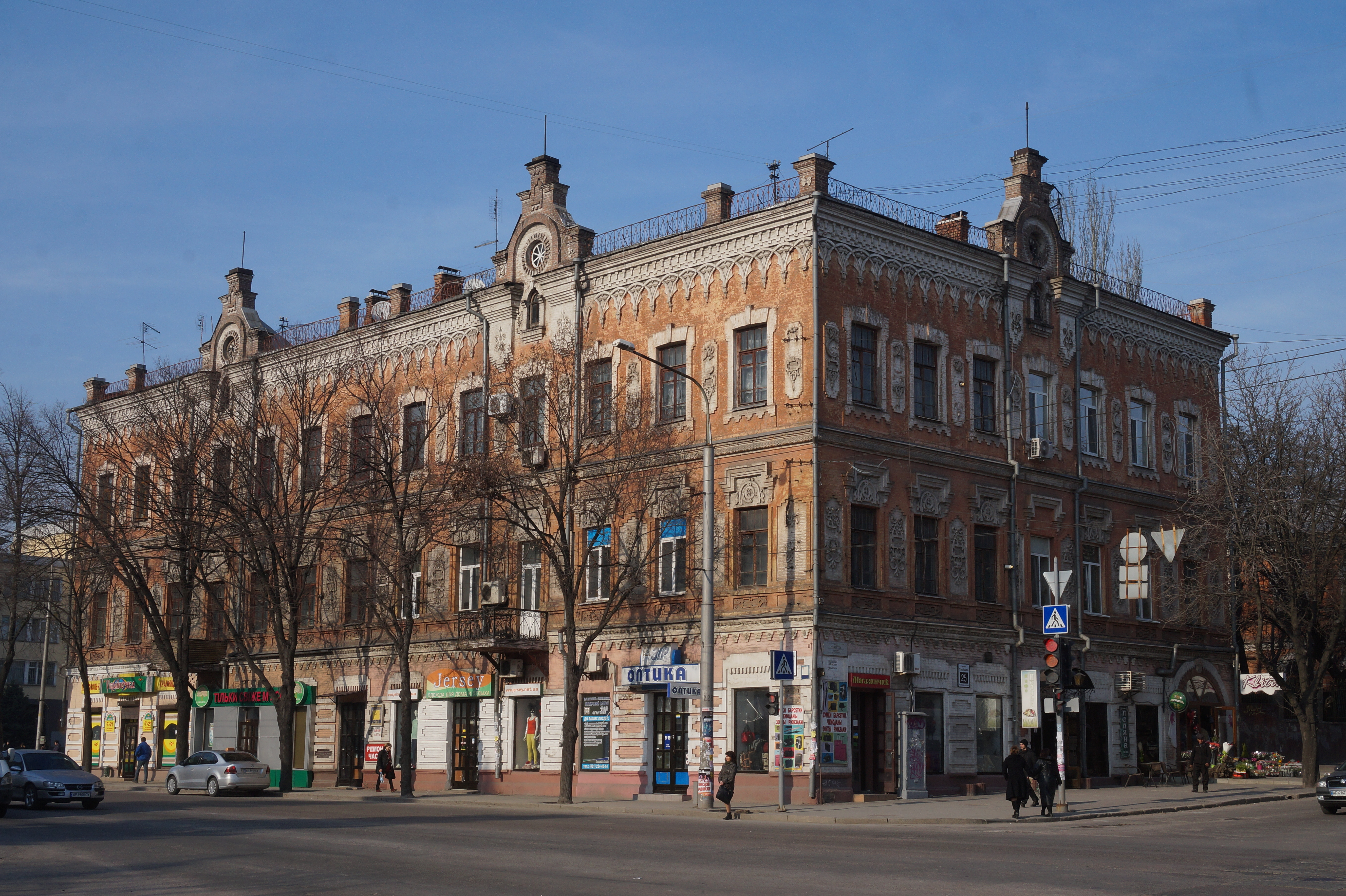
maison Leszczynski classé [4],
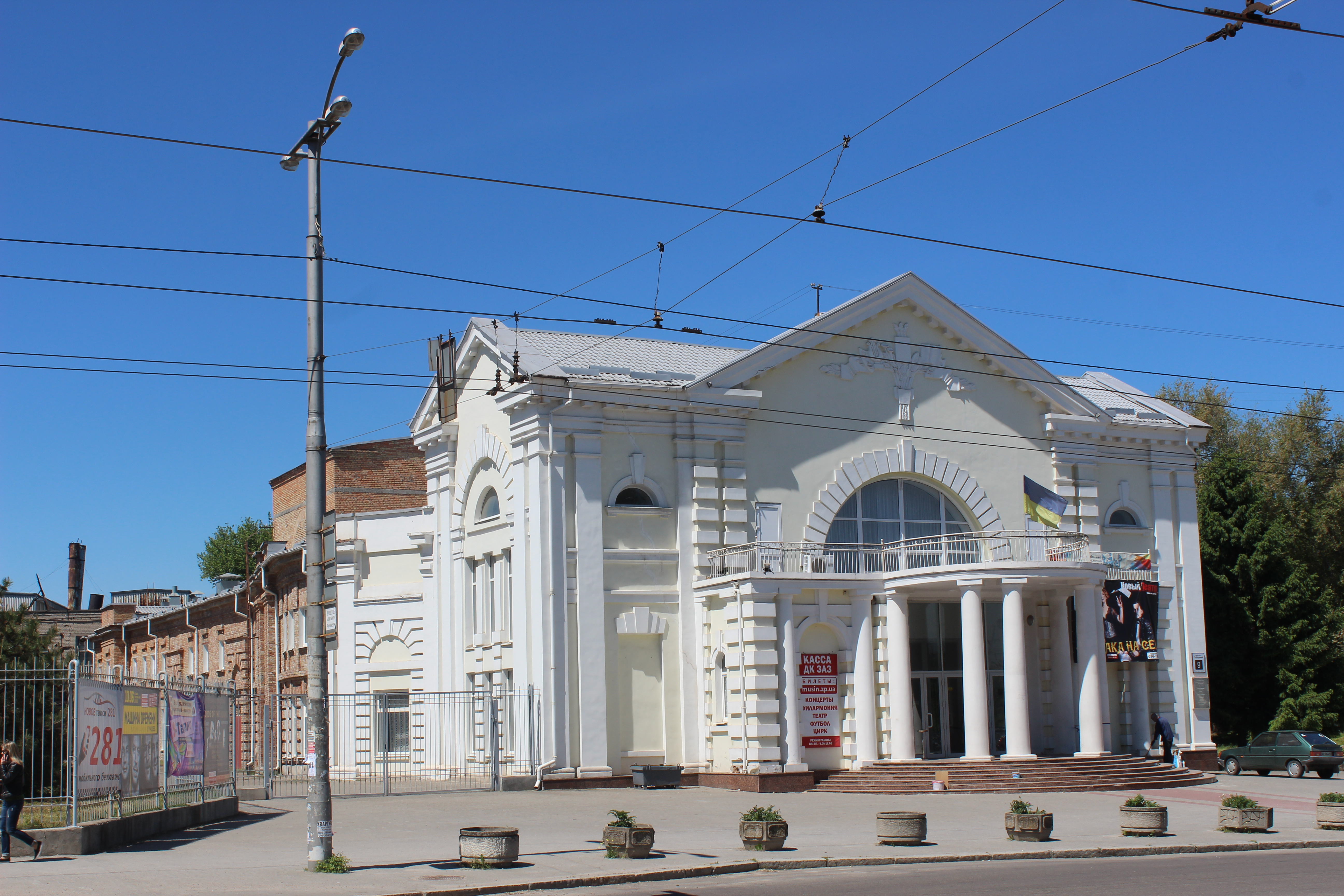
ancien club des métallurgistes classé [5],
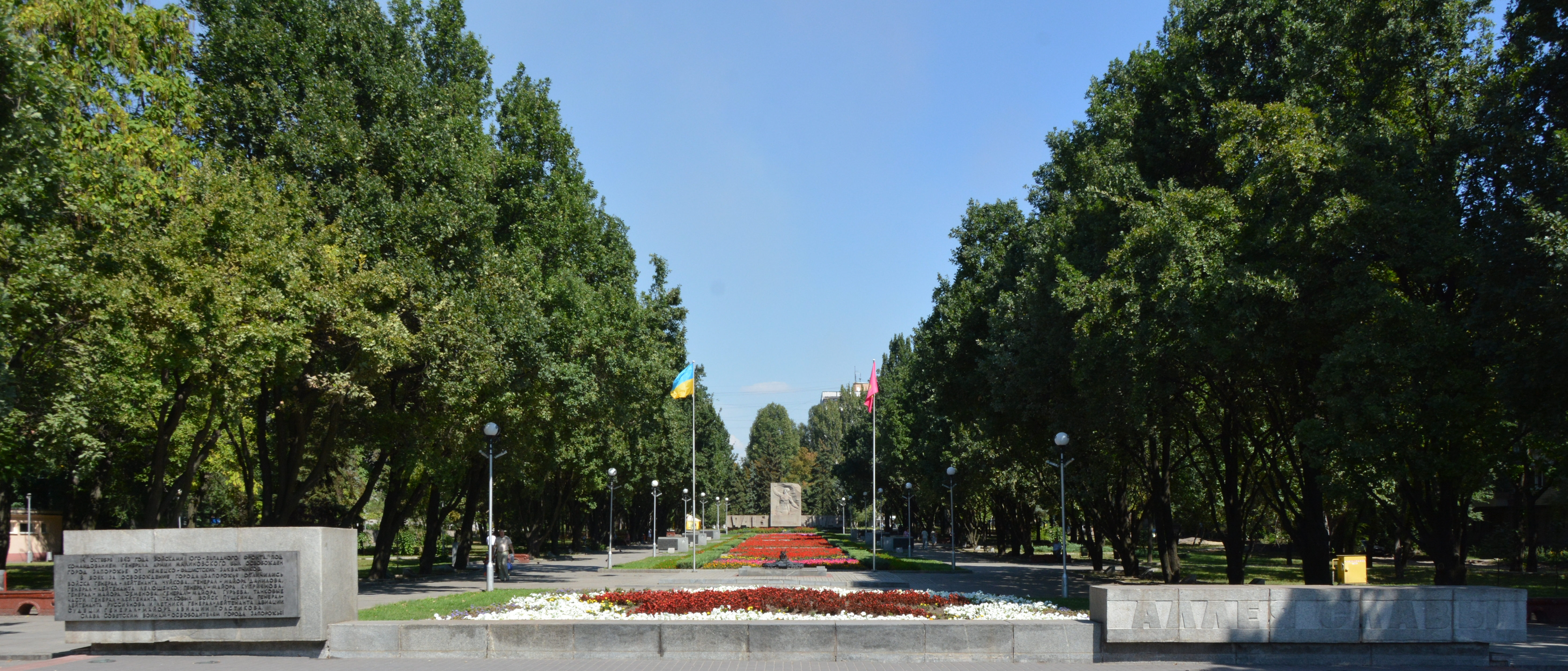
allée de la Gloire classé [6],[7].

## Voir également
- Zaporijjia.